# NGC 2849
NGC 2849 је расејано звездано јато у сазвежђу Једра које се налази на NGC листи објеката дубоког неба.
Деклинација објекта је - 40° 31' 13" а ректасцензија 9h 19m 22,8s. Привидна величина (магнитуда) објекта NGC 2849 износи 12,5. NGC 2849 је још познат и под ознакама OCL 756, ESO 314-SC13.